# Ахмадсіях
Султан Ахмадсіях (*д/н — 1674) — 8-й раджа-алам Пагаруюнга у 1668—1674 роках.

## Життєпис
Син Султана Аліфа II. Точний період панування не відомий. Перша згадка відноситься до 1668 року, пов'язене з листування з Якобом Пітсом регентом Голландської Ост-Індської компанії у Падангу, де той просив відновити торгівельні відносини між Компнаією та Пагаруюнгом. 1670 року ймовірно Ахмадсіях відповів схвально. Це свідчить про продовження політики союз з голландцями, що розпачалася за його попередника.
Згідно до голландських записів, Ахмадсіях, помер у 1674 році. Йому спадкував син Індермасіях.